# Inclusión financiera
La inclusión financiera alude al acceso a diversos productos financieros y servicios financieros de calidad. Con ella se facilita el acceso a servicios o productos financieros seguros de diversos segmentos de la población, en especial de los segmentos desbancarizados. Este acceso contribuye al incremento de los ingresos de esos segmentos, dando pie al crecimiento económico y mejora social, y por ende, logrando una mayor estabilidad financiera en vastos sectores de población.

## Contexto

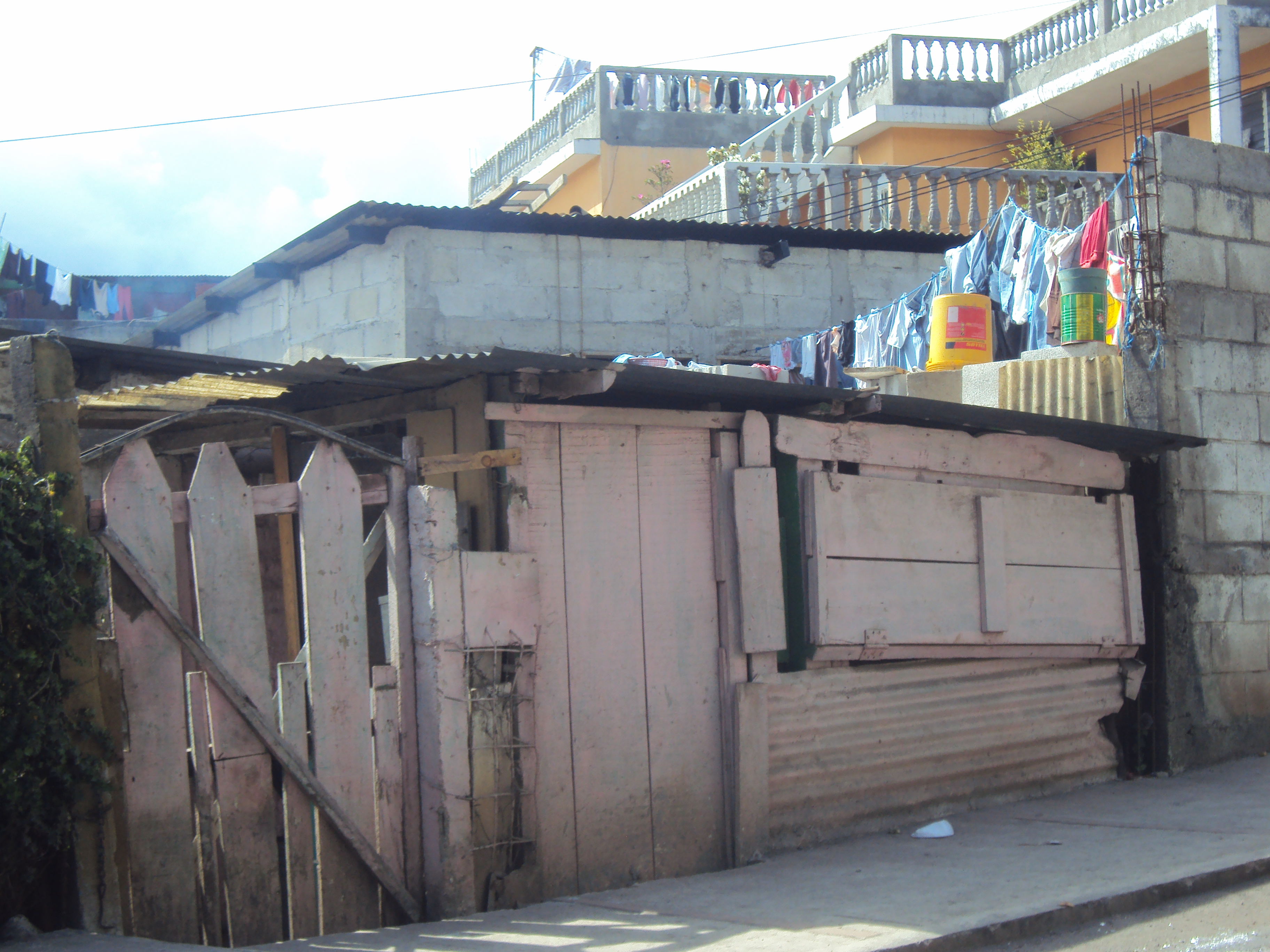
Zona marginada a la que puede aplicarse la inclusión financiera.

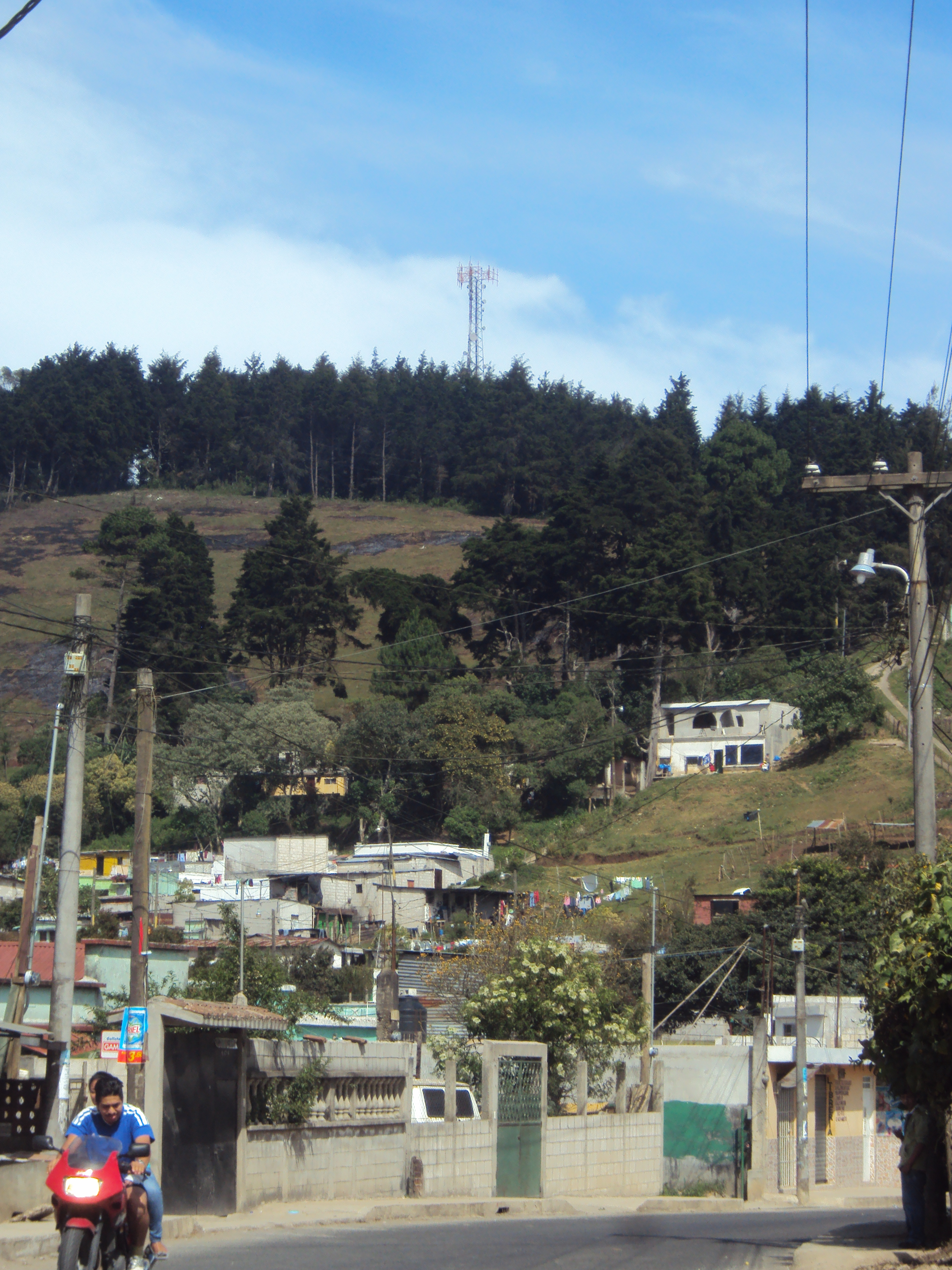
Zona de clase baja a la que puede aplicarse la inclusión financiera.

La Alianza Global para la Inclusión Financiera (GPFI por su siglas en inglés) del G20 la define como «un estado en el que todos los adultos en edad de trabajar tengan acceso efectivo a los siguientes servicios financieros prestados por instituciones formales: crédito, ahorro (definido en términos generales para incluir cuentas de transacciones), pago, seguros e inversiones». Por otra parte, el Consultative Group to Assist the Poor la define como  «un estado en el que tanto individuos como empresas tengan oportunidades de acceso y la capacidad de utilizar una amplia gama de servicios financieros apropiados que sean proporcionados de manera responsable y sostenible por instituciones financieras formales». En otras palabras, la inclusión financiera busca asegurar el acceso, uso y disponibilidad del sistema financiero del total de miembros de una economía.

## Inclusión social financiera
La inclusión financiera es una parte importante en el proceso de la inclusión social y, a partir de 2010, se convirtió en un objetivo a perseguir en las agendas políticas de distintos gobiernos a nivel mundial. La inclusión financiera abarca a todos los segmentos de la población mundial, adaptándose en cada país y región según las necesidades de los usuarios. Esto implica desarrollar productos financieros específicos según las particularidades de cada grupo poblacional, para que puedan ser otorgados y utilizados de manera responsable. De esta forma, se protege a los usuarios de productos y servicios financieros frente a riesgos como el sobreendeudamiento y la falta de ingresos que puedan impedirles cubrir sus deudas en el futuro, promoviendo un uso responsable y sostenible de dichos servicios.
La brecha en inclusión financiera es un obstáculo clave para el desarrollo económico. Pertenecer a un grupo con acceso limitado a productos financieros dificulta el acceso a educación, vivienda, emprendimiento y otros recursos fundamentales. Limita la independencia económica de las personas y, en muchos casos, las lleva a recurrir a créditos con condiciones desfavorables y tasas de interés más altas.
A este desafío se suma la brecha digital, que agrava la exclusión al dificultar el acceso a servicios financieros digitales, especialmente en zonas rurales o entre personas con escaso acceso a tecnologías.

## Principios de la inclusión financiera
El documento Financial Inclusion Strategies Reference Framework, elaborado en 2012 por el Banco Mundial en colaboración con la Alianza para la Inclusión Financiera (AFI), propone un enfoque integral para la inclusión financiera, basado en cuatro dimensiones fundamentales:
- Qué se provee: La inclusión financiera no se limita únicamente al acceso a cuentas bancarias, sino que implica la provisión de una gama completa de servicios financieros, adaptados a las necesidades de los distintos segmentos de la población y diseñados de manera adecuada para ser comprensibles, funcionales y sostenibles, tanto para los usuarios como para los proveedores. Entre estos productos se incluyen: cuentas de ahorro y depósito, créditos y microcréditos, seguros, servicios de pago y transferencias y educación financiera.
- Cómo se provee: Con calidad en la prestación de los servicios, es decir, con conveniencia, asequibilidad, seguridad, trato digno y protecciones al cliente mediante mecanismos eficaces para prevenir prácticas abusivas y garantizar la transparencia.
- Quién lo recibe: Todos aquellos que puedan utilizar los servicios, con especial énfasis en personas de bajos ingresos, residentes en áreas rurales, trabajadores informales y otros grupos tradicionalmente excluidos, como mujeres, minorías étnicas y personas con discapacidades.
- Quién lo provee: El modelo propuesto promueve un enfoque abierto y colaborativo, donde la provisión de servicios financieros sea asumida por un amplio abanico de actores. Esta diversidad de proveedores permite extender la cobertura geográfica, aprovechar la innovación tecnológica y adaptar los servicios a contextos locales específicos. Entre ellos se encuentran instituciones financieras tradicionales (bancos, cooperativas de ahorro y crédito), entidades del sector privado (fintech, microfinancieras), organizaciones del sector social (ONG, fundaciones), entidades públicas y gobiernos locales.

## Proyectos relacionados
Se impulsó el proyecto de Inclusión Financiera 2020 mediante el Centro para la Inclusión Financiera, el cual ha estado trabajado para crear una visión sobre este asunto, que se encuentre diseñado bajo el reconocimiento de que el acceso a los servicios financieros correctos es un elemento fundamental para aumentar en gran medida la calidad de vida y el desarrollo económico mundial. Según las cifras de Bansefi, el 55% (cincuenta y cinco por ciento) de las familias mexicanas tienen acceso a servicios financieros formales, participando en la cifra con al menos un servicio. A pesar de esto, solamente es considerado el 5% (cinco por ciento) como total y satisfactoriamente servido.
Algunas Sociedades Financieras de Objeto Múltiple (SOFOMES) se financian mediante NAFINSA (Nacional Financiera), reutilizando esos recursos para otorgar préstamos a tasas de interés más altas de las que se cobran normalmente en esta industria.
El proyecto principal de inclusión financiera en México, "Proyecto de Inclusión Financiera y Consolidación del Sector Ahorro y Crédito de México", busca principalmente apoyar a la consolidación de instituciones de ahorro y crédito, además de buscar la profundización de la inclusión financiera en áreas y ubicaciones previamente seleccionados.
Nacional Financiera (NAFIN) realizó de manera exitosa subastas de garantías al año, utilizando un esquema que pretende reducir las tasas de interés para las pequeñas y medianas empresas que manejan un historial de crédito en la banca comercial, y además incorporarlos como sujetos de crédito. Para el apoyo de los clientes, se asignaron 3,000 millones de pesos con los cuales se beneficiaron alrededor de dos mil empresas, utilizando créditos de hasta 2.5 millones de pesos con tasas de interés más bajas.

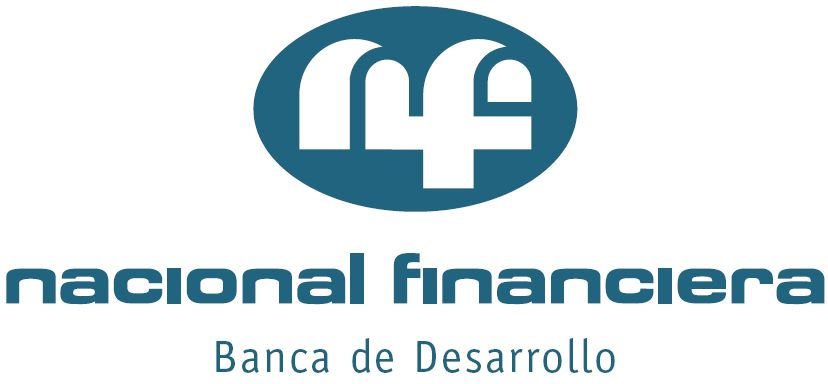
Logotipo de Nacional Financiera (NAFIN).

### Microfinancieras
Las microfinancieras son instituciones que ofrecen una vía de acceso a servicios financieros a personas o pequeños emprendedores que no tienen acceso al sistema bancario tradicional y una herramienta clave para promover la inclusión social, ya que permiten a estas personas iniciar o expandir sus negocios, acceder a educación, mejorar su vivienda, atender necesidades básicas y, en general, incrementar su calidad de vida. Al enfocarse en comunidades vulnerables, las microfinancieras fomentan la independencia económica, la equidad de género y la movilidad social, y generan oportunidades que impulsan el desarrollo y reducen las desigualdades.
Uno de los pioneros en este ámbito es el Grameen Bank, fundado en 1983 por Muhammad Yunus en Bangladesh. Este banco introdujo el concepto de microcréditos sin garantía, dirigido principalmente a mujeres rurales, un sector históricamente excluido de los servicios financieros. Hasta 2023, el Grameen Bank benefició a más de diez millones de prestatarios. En 2006 recibió el Premio Nobel de la Paz en reconocimiento a sus esfuerzos por crear desarrollo económico y social.
En Bolivia, BancoSol, fundado en 1986, fue una de las primeras ONG en transformarse, en el año 1992, en un banco comercial dedicado a las microfinanzas. Ofrece productos financieros como créditos para microempresas, cuentas de ahorro y seguros, con el objetivo de fomentar el emprendimiento y mejorar la calidad de vida de sus clientes. Desde su creación, ha financiado más de cinco millones de microproyectos en Bolivia, apoyando la economía local y la generación de empleo.
En México, Compartamos Banco, que empezó a operar en 1990 como una ONG y se transformó en banco en 2006, centra sus esfuerzos en otorgar microcréditos a mujeres emprendedoras en zonas rurales y urbanas. Actualmente, cuenta con más de 2.5 millones de clientes.  
La Fundación Microfinanzas BBVA opera en varios países de América Latina, incluyendo Colombia, Perú, República Dominicana, Chile y Panamá. Desde su fundación en 2007, ha apoyado 3 millones de personas y emprendedores de bajos ingresos y entregado un volumen de créditos de más de 20.000 millones de dólares hasta 2023. 
BRAC, otra de las mayores ONG del mundo, combina sus servicios financieros con programas de educación, salud y desarrollo comunitario. Su programa de microfinanzas ha otorgado 6.000 millones de dólares en préstamos en 2023 a más de 11 millones de personas en Bangladesh, de los cuales, el 90% son mujeres.  

### Sistemas financieros incluyentes
Un sistema financiero incluyente contribuye a la reducción en la desigualdad de ingresos y fomenta y respalda el crecimiento económico del país en el que se implementa. Los intermediarios financieros juegan un papel importante en la distribución y la transferencia de los recursos económicos de una manera eficiente. Con base en datos del Museo Interactivo de Economía, alrededor de 2,500 millones de personas en todo el mundo no cuentan con instrumentos bancarios básicos (cuenta bancaria ya sea de ahorro o de crédito), mientras que tres cuartas partes de la población mundial de clase baja, no posee una cuenta bancaria debido a los costos y la burocracia necesarios para obtenerla.
En México, el 3 de octubre del 2011, se crea el Consejo Nacional de Inclusión Financiera (Conaif), por orden presidencial, y para el 10 de enero del 2014, se establece formalmente su creación dentro de la Ley para Regular las Agrupaciones Financieras, integrada, según la Comisión Nacional Bancaria y de Valores, por los siguientes miembros:
- El Secretario de Hacienda y Crédito Público;

- El Subsecretario de Hacienda y Crédito Público

- El Presidente de la Comisión Nacional de Protección y Defensa de los Usuarios de Servicios Financieros.

- El Presidente de la Comisión Nacional Bancaria y de Valores.

- El Presidente de la Comisión Nacional de Seguros y Fianzas.

- El Presidente de la Comisión Nacional del Sistema de Ahorro para el Retiro.

- El Secretario Ejecutivo del Instituto para la Protección al Ahorro Bancario.

- El Tesorero de la Federación.

- El Gobernador del Banco de México, así como un Subgobernador del Banco de México que el propio Gobernador designe.

Asimismo, la Comisión Nacional Bancaria y de Valores estipula que las principales funciones son:
“I. Conocer, analizar y formular propuestas respecto de las políticas relacionadas con la inclusión financiera, y emitir opiniones sobre su cumplimiento”.
“II. Formular los lineamientos de Política Nacional de Inclusión Financiera”.
“III. Proponer criterios para la planeación y ejecución de las políticas y programas de inclusión financiera en los ámbitos federal, regional, estatal, y municipal”.
“IV. Determinar metas de inclusión financiera de mediano y largo plazos”.
“V. Coordinar con el Comité de Educación Financiera, presidido por la Subsecretaría de Hacienda y Crédito Público, las acciones y esfuerzos en materia de educación financiera”.
“VI. Proponer los cambios necesarios en el sector financiero, de conformidad con los análisis que se realicen en la materia, así como del marco regulatorio federal, de las entidades federativas y de los municipios”.
“VII. Proponer esquemas generales de organización para la eficaz atención, coordinación, y vinculación de las actividades relacionadas con la inclusión financiera, en los diferentes ámbitos de la Administración Pública Federal, con las entidades federativas, y los municipios, y con el sector privado del país”.
“VIII. Establecer mecanismos para compartir información referente a inclusión financiera entre dependencias y entidades públicas que realizan programas y acciones relacionados con la inclusión financiera”.
“IX. Obtener información del sector privado sobre programas y acciones relacionados con la inclusión financiera”.
“X. Emitir los lineamientos para la operación y funcionamiento del Consejo”.
“XI. Las demás que sean necesarias para la consecución de su objeto”.
“XII. El Consejo Nacional de Inclusión Financiera deberá respetar en todo momento las facultades y atribuciones que el marco legal otorga a cada una de las autoridades a las que representen”. (CNBV, 2015) La “Comisión Nacional Bancaria y de Valores” (CNBV) ha implementado medidas específicas durante los últimos años, principalmente para el desarrollo de regulación de la inclusión financiera en términos adecuados, diseñando modelos de negocio nuevos, y estrategias de medición, difusión, y monitoreo para los modelos. Se crea el CONAIF, y se reúnen diversas autoridades financieras de nuestro país en una sola, para ofrecer asesoría y coordinación respecto a la inclusión financiera. La participación de la CNBV dentro de los organismos regulatorios del CONAIF, y el gran interés en la inclusión financiera, nace a partir de la necesidad de otorgar servicios financieros a la mayor parte sino es que a toda la población mexicana, la mayor parte de la población que no tiene acceso a estos servicios se encuentra en zonas rurales y semiurbanas con una cantidad de habitantes menor a 50,000, los cuales se encuentran en un panorama económico incierto. La CNBV plantea la siguiente estrategia para una mayor inclusión financiera”.
- Establecer instrumentos de medición de los componentes de la inclusión financiera.[15]

- Formular políticas públicas de acuerdo con la información estadística disponible.[15]

- Evaluar el impacto de las políticas públicas instrumentadas.[15]

- Dar a conocer la información relevante a los mercados y diversos participantes.[15]

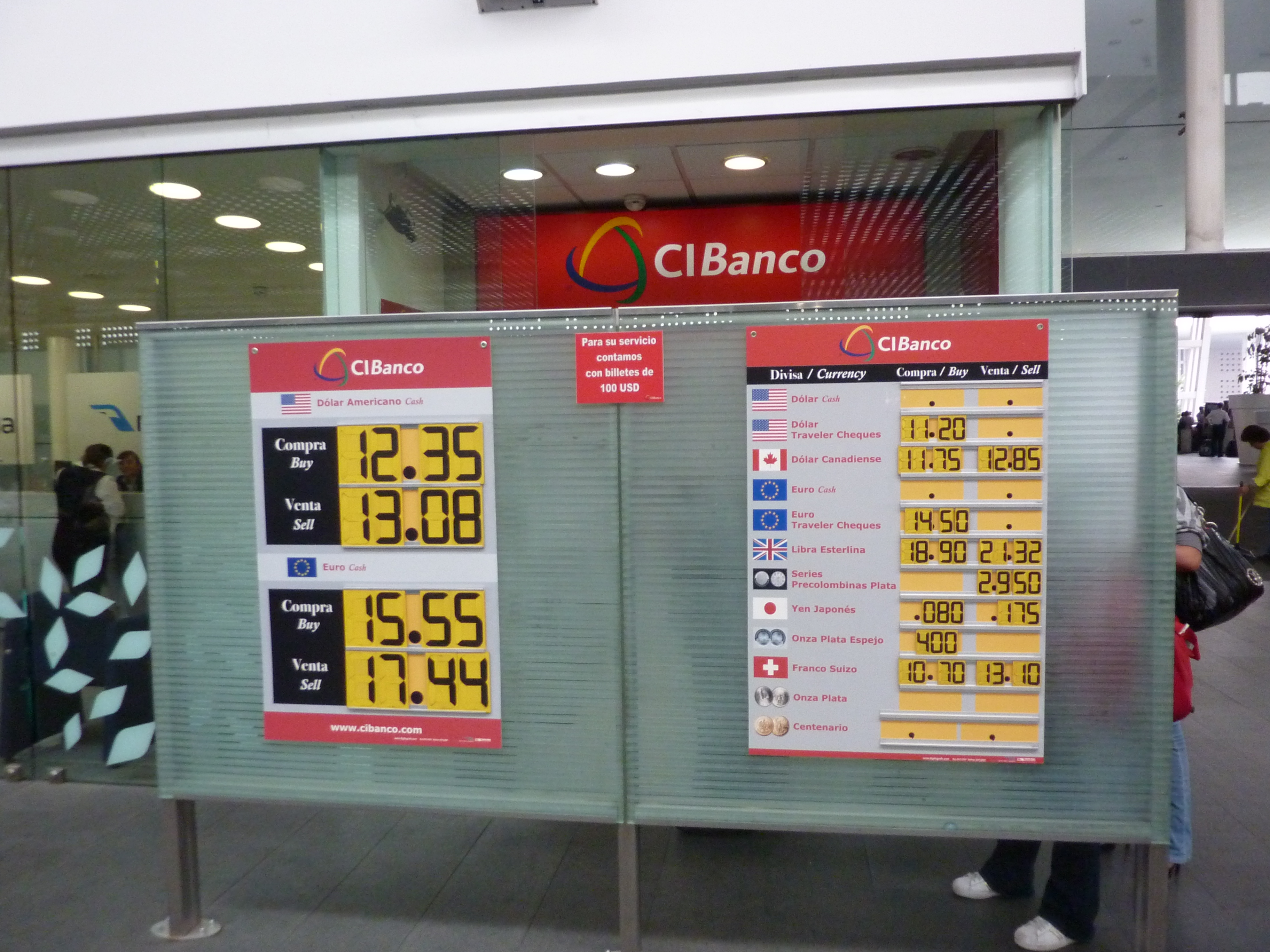
CI Banco.

## Modelos propuestos
Para apoyar la inclusión financiera se manejan dos modelos en cuanto a la operación de corresponsales (intermediarios entre los usuarios financieros y los bancos), el modelo directo y el modelo indirecto, que consisten en lo siguiente:

### Modelo directo
Los bancos autorizan y facilitan todos los recursos a los pequeños comercios (corresponsales, p. ej. Cajeros automáticos, Oxxo, 7/11, Súper K, Sears, Walmart, Suburbia, Soriana, entre otros...) para poder realizar pagos, depósitos, retiros, entre otros servicios que normalmente se podrían realizar solamente en un banco. De esta manera, el trato entre banco y filial es directo, sin intermediarios y facilitan las transacciones para los usuarios de servicios financieros.

### Modelo indirecto
Los bancos autorizan y facilitan todos los recursos a los pequeños comercios como lo hacen en el modelo directo, sin embargo en este modelo, incluyen a otro intermediario que se encarga de administrar las redes de cobranza y obtiene una comisión por este trabajo.
En ambos modelos, se pueden realizar diferentes tipos de operaciones:
- Pagos de servicios varios (agua, luz, teléfono)[19]
- Retiro de efectivo limitado a 1,500 UDIS[19][20]
- Depósitos limitados a 4,000 UDIS[19][20]
- Pagos de créditos[19]
- Consultas de saldo[19][20]
- Traspasos[19]
- Cobro de cheques[19]
- Aperturas de cuentas variadas con bajo riesgo[19][20]
- Tarjetas prepagadas para fines diversos (Recargas telefónicas, tarjetas para su uso en teléfonos públicos, tarjetas de regalo, tarjetas de pago precargadas, entre otros…)[19][17]
- Recargas telefónicas directas[19][17]

## Relevancia mundial
Las políticas de inclusión financiera son diseñadas principalmente por India, Brasil, y México, países que publican documentos y organizan conferencias sobre cómo ofrecer más servicios financieros a más personas; por parte de Estados Unidos, Barack Obama también buscó participar como uno de los líderes mundiales en esta materia.
En 2008 fue creado el Centro para la Inclusión Financiera, que impulsó el proyecto Inclusión Financiera 2020 (FI2020) para expandir el acceso a servicios financieros a nivel mundial para el año 2020,  adaptando productos financieros a las necesidades de diversos segmentos de la población, implementando el uso de tecnologías digitales para facilitar el acceso y fomentando la educación financiera para un uso responsable de estos servicios.
La inclusión financiera es un tema de trascendencia para la economía mundial. Por ello, en el año 2010, el G20 puso en marcha la Alianza Global para la Inclusión Financiera (GPFI, por sus siglas en inglés), un grupo de expertos en la materia enfocado en trabajar exclusivamente para promover la inclusión financiera en todo el mundo, mejorando el acceso a servicios financieros formales y sostenibles, especialmente para poblaciones desatendidas.La Reina Máxima de Holanda desempeñó un papel significativo en el G20 como Presidenta Honoraria de la GPFI, contribuyendo a la implementación de políticas y acciones orientadas a la inclusión financiera en los países miembros.
El G20 fijó las prioridades de Fukuoka sobre envejecimiento e inclusión financiera, dado que las personas de mayor edad tienen más dificultades para acceder a servicios financieros:
- Utilizar datos de estudios fiables para determinar qué políticas están funcionando y cuáles no.
- Reforzar el alfabetismo digital y la educación financiera.
- Apoyar para cada persona una planificación financiera que tenga en cuenta toda su posible trayectoria vital.
- Crear productos financieros adaptados a las circunstancias de cada persona.
- Facilitar la utilización de tecnologías inclusivas.
- Proteger a los ancianos de abusos y estafas financieros.
- Favorecer la participación de todos los actores.
- Considerar también a los grupos de población vulnerables.

Un sistema financiero inclusivo contribuye a la reducción en la desigualdad de ingresos, además de fomentar el crecimiento económico del país en el que se implementa. Los intermediarios financieros desempeñan un papel importante en una eficiente distribución de los recursos económicos. Según los datos del “Museo Interactivo de Economía”, a escala mundial, alrededor de 2 500 millones de personas no cuentan con un instrumento bancario básico (cuenta bancaria, ya sea de ahorro o crédito), mientras que ¾ (tres cuartas) partes de la población mundial de clase baja no poseen una cuenta bancaria debido a los costos y los papeleos necesarios para obtenerla.
Las políticas públicas de inclusión financiera son diseñadas principalmente por India, Brasil y México, países que están publicando documentos y organizando conferencias sobre cómo ofrecer más servicios financieros a más personas; por parte de Estados Unidos, Barack Obama busca participar como uno de los líderes globales en esta área. El proyecto principal de inclusión financiera en México, "Proyecto de Inclusión Financiera y Consolidación del Sector Ahorro y Crédito de México" busca principalmente apoyar a la consolidación de instituciones de ahorro y crédito, además de profundizar la inclusión financiera en áreas y ubicaciones previamente seleccionados. Nacional Financiera (NAFIN) realizó de manera exitosa subastas de garantías al año, utilizando un esquema que pretende reducir las tasas de interés para las pequeñas y medianas empresas que manejan un historial de crédito en la banca comercial y además incorporarlos como sujetos de crédito. Para apoyar a los clientes se asignaron 3 000 millones de pesos mexicanos con los cuales se beneficiaron alrededor de 2 000 empresas, utilizando créditos de hasta 2,5 millones de pesos con tasas de interés bajas.

## Indicadores de inclusión financiera
El G20 ha propuesto un conjunto de indicadores para medir la utilización, disponibilidad y calidad de los servicios financieros. De acuerdo con estos datos, en 2017 el 69 % de la población mundial tenía al menos una cuenta bancaria. Pero, aunque el 90 % de las pymes de Latinoamérica y el Caribe disponían de una cuenta bancaria, solo la mitad consiguen créditos a través de ella.

## Exclusión financiera
La exclusión financiera es, en esencia, la ausencia de inclusión financiera. Se manifiesta de dos maneras: por un lado, hace referencia a aquellas personas que nunca han tenido acceso a servicios financieros formales. Por otro lado, también se refiere a situaciones en las que personas que sí tenían acceso a estos servicios son privadas de ellos, ya sea por decisiones de las entidades financieras o por cambios en la infraestructura disponible.
Un ejemplo claro de exclusión financiera es el cierre de sucursales bancarias, lo que dificulta el acceso a servicios, especialmente en zonas rurales o desfavorecidas. Para mitigar este problema, algunas instituciones recurren a alternativas como las oficinas bancarias móviles.
El rechazo de los bancos a clientes potenciales por no cumplir ciertos requisitos económicos o sociales es otra forma de exclusión. Algunas entidades pueden, incluso, negarse a operar en determinadas áreas geográficas, una práctica conocida como redlining, que limita el acceso financiero en comunidades específicas.